# Liste der Monuments historiques in Dieue-sur-Meuse
Die Liste der Monuments historiques in Dieue-sur-Meuse führt die Monuments historiques in der französischen Gemeinde Dieue-sur-Meuse auf.

## Liste der Immobilien
| Bezeichnung                | Beschreibung   | Standort              | Kennzeichnung | Schutzstatus | Datum | Bild |
| -------------------------- | -------------- | --------------------- | ------------- | ------------ | ----- | ---- |
| Château de Dieue-sur-Meuse | um 1800 erbaut | Rue du Château (Lage) | PA00106524    | Inscrit      | 1980  |      |

## Liste der Objekte
| Bezeichnung                             | Beschreibung                                                     | Standort                              | Kennzeichnung | Schutzstatus | Datum | Bild |
| --------------------------------------- | ---------------------------------------------------------------- | ------------------------------------- | ------------- | ------------ | ----- | ---- |
| Tablett mit zwei Kännchen               | Silber, vergoldet, zwischen 1831 und 1840, von Alexandre Thierry | in der Kirche St-Jean-Baptiste (Lage) | PM55001819    | Inscrit      | 1992  |      |
| Skulptur Heiliger Stephan               | Eichenholz, farbig gefasst, 18. Jahrhundert                      | in der Kirche St-Jean-Baptiste (Lage) | PM55001817    | Inscrit      | 1991  |      |
| Skulpturengruppe Heilige Anna und Maria | Holz, farbig gefasst, 18. Jahrhundert                            | in der Kirche St-Jean-Baptiste (Lage) | PM55001816    | Inscrit      | 1991  |      |
| Kelch                                   | Silber, vergoldet, Mitte des 18. Jahrhunderts                    | in der Kirche St-Jean-Baptiste (Lage) | PM55001144    | Classé       | 1995  |      |
| Skulptur Heiliger Sebastian             | Holz, farbig gefasst, 18. Jahrhundert                            | in der Kirche St-Jean-Baptiste (Lage) | PM55001815    | Inscrit      | 1991  |      |
| Montranz                                | Silber, vergoldet, zwischen 1823 und 1853, von Alexis Renaud     | in der Kirche St-Jean-Baptiste (Lage) | PM55001818    | Inscrit      | 1992  |      |
| Tabernakelvelum                         | Seide, bestickt, 19. Jahrhundert                                 | in der Kirche St-Jean-Baptiste (Lage) | PM55001814    | Inscrit      | 1991  |      |